# Kabanga (vattendrag i Burundi, Ruyigi, lat -3,23, long 30,41)
Kabanga är ett vattendrag i Burundi.   Det ligger i provinsen Ruyigi, i den centrala delen av landet, 120 kilometer öster om huvudstaden Bujumbura.
I omgivningarna runt Kabanga växer huvudsakligen savannskog. Runt Kabanga är det ganska tätbefolkat, med 108 invånare per kvadratkilometer.